# Espeyroux
Espeyroux település Franciaországban, Lot megyében. Lakosainak száma 96 fő (2022. január 1.). Espeyroux Anglars, Lacapelle-Marival, Leyme, Molières, Saint-Maurice-en-Quercy és Terrou községekkel határos.

## Népesség
A település népességének változása:
| Lakosok száma | 184  | 144  | 131  | 100  | 95   | 97   | 97   | 96   | 96   | 96   |
|               | 1968 | 1982 | 1990 | 2006 | 2013 | 2015 | 2017 | 2019 | 2020 | 2022 |